# Horst Tüller
Horst Tüller (Wuppertal, 5 febbraio 1931 – Berlino, 4 giugno 2001) è stato un ciclista su strada tedesco.

## Palmarès

### Olimpiadi
- 1 medaglia[1]:
  - 1 bronzo (Melbourne 1956 nella corsa in linea a squadre)